# Третьяков, Анатолий Тихонович
Анато́лий Ти́хонович Третьяко́в (1899, с. Сормово Балахнинского уезда Нижегородской губернии — 1978) — партийно-государственный деятель СССР, один из организаторов авиационной промышленности в СССР, генерал-майор инженерно-авиационной службы (19 августа 1944), Герой Социалистического Труда (8 сентября 1941).

## Биография
Родился в 1899 году в семье кузнеца Сормовского судостроительного завода.
Закончил Нижегородский государственный университет.
В 1924 году с дипломом техника переехал в Москву, поступил на Государственный авиационный завод № 1, где работал чертежником, технологом, конструктором, ведущим инженером, заместителем начальника цеха, начальником планового отдела, начальником производства, главным инженером завода.
В феврале 1941 года А. Т. Третьяков был назначен директором авиационного завода N1.
За освоение выпуска штурмовика «ИЛ-2» в сентябре 1941 Третьякову присвоено звание Героя Социалистического труда с формулировкой: «за выдающиеся достижения в области организации и осуществления серийного производства новых типов боевых самолётов» (вместе с Алексеем Ивановичем Шахуриным, Петром Васильевичем Дементьевым и Павлом Андреевичем Ворониным.).
В 1941—1944 годах был директором Московского авиационного завода № 1, а в 1944—1946 годах — авиационного завода в Куйбышеве (ныне Самара). Под его руководством в период Великой Отечественной войны было освоено производство штурмовиков Ил-2, бомбардировщиков Ту-2.
После войны работал на различных должностях в авиационной промышленности СССР.
Депутат Верховного Совета СССР (1946—1950).
Умер в 1978 году.

## Награды
- Герой Социалистического Труда (08.09.1941)
- Награждён двумя орденами Ленина, орденом Трудового Красного Знамени, орденом Красной Звезды и другими знаками отличия.